# 希茨科夫 (加利福尼亞州)
希茨科夫（英語：Hites Cove）是位於美國加利福尼亞州馬里波薩縣的一個非建制地區。該地的面積和人口皆未知。

## 地理
希茨科夫的座標為37°38′27″N 119°50′57″W / 37.64083°N 119.84917°W，而該地的平均海拔高度為481米（即1578英尺）。